# Antoni Ciszek
Antoni Ciszek (ur. 17 listopada 1931 w Sosnowcu, zm. 1 października 2022) – polski piłkarz występujący na pozycji napastnika.

## Kariera piłkarska
Wychowanek AKS Niwka. W latach 1952–1953 odbywał służbę wojskową w OWKS Kraków. Przez krótki czas był zawodnikiem rezerw CWKS Warszawa, skąd powrócił do macierzystego klubu z Niwki. W 1956 trafił do Stali Sosnowiec. 18 marca 1956 w meczu Budowlani Opole – STal Sosnowiec (5:1) zadebiutował w nowym klubie. Pierwszą bramkę zdobył 25 marca 1956 w meczu Stali z Gwardią Warszawa. W 1959 r. przyczynił się do powrotu Stali do I ligi. Ostatni występ w sosnowieckiej Stali zaliczył 18 czerwca 1961 r. w meczu Lechia Gdańsk – Stal (2:1). W 1962 r. powrócił do AKS Niwka.

### Statystyki piłkarskie
W I lidze rozegrał 79 meczów i zdobył 26 bramek jako zawodnik Stali Sosnowiec

w II lidze rozegrał 18 meczów i zdobył 8 bramek jako zawodnik Stali Sosnowiec

W Pucharze Polski rozegrał 2 mecze.
| Sezon     | Klub           | Liga          | Mecze | Gole | Uwagi             |
| --------- | -------------- | ------------- | ----- | ---- | ----------------- |
| 1952      | OWKS Kraków    | I liga        | 0     | 0    |                   |
| 1953      | OWKS Kraków    | I liga        | 0     | 0    |                   |
| 1956      | Stal Sosnowiec | I liga        | 17    | 9    |                   |
| 1956/1957 | Stal Sosnowiec | Puchar Polski | 2     | 0    | ćwierćfinał       |
| 1957      | Stal Sosnowiec | I liga        | 21    | 8    |                   |
| 1958      | Stal Sosnowiec | I liga        | 14    | 4    | spadek do II ligi |
| 1959      | Stal Sosnowiec | II liga       | 18    | 8    | awans do I ligi   |
| 1960      | Stal Sosnowiec | I liga        | 22    | 5    |                   |
| 1961      | Stal Sosnowiec | I liga        | 5     | 0    |                   |
|           | suma           | II liga       | 18    | 8    |                   |
|           | suma           | I liga        | 79    | 26   |                   |
|           | suma           | Puchar Polski | 2     | 0    |                   |

## Kariera trenerska
Jako trener zaczynał w AKS Niwka. Następnie pracował w Polonii Sosnowiec i Stali Myszków.

## Kariera reprezentacyjna
Wystąpił trzykrotnie w reprezentacji Polski B.
| lp. | Data          | Miejsce   | Gospodarz | Przeciwnik | Rezultat | Rozgrywki  | Grał | Uwagi | Zawodnik klubu |
| --- | ------------- | --------- | --------- | ---------- | -------- | ---------- | ---- | ----- | -------------- |
| 1.  | 15 lipca 1956 | Poznań    | Polska B  | Węgry B    | 3:6      | towarzyski | 90'  |       | Stal Sosnowiec |
| 2.  | 22 lipca 1956 | Lips      | NRD B     | Polska B   | 0:0      | towarzyski | 45'  |       | Stal Sosnowiec |
| 3.  | 19 maja 1957  | Bukareszt | Rumunia B | Polska B   | 1:1      | towarzyski | 45'  |       | Stal Sosnowiec |

## Sukcesy
- awans do I ligi 1954 ze Stalą Sosnowiec
- ćwierćfinał Pucharu Polski 1957 ze Stalą Sosnowiec